# Рахимов, Карим
Карим Рахимов — советский узбекистанский хозяйственный деятель, Герой Социалистического Труда.

## Биография
Родился в 1909 году в кишлаке Шаваткала. Член КПСС с 1949 года.
В 1924—1931 — колхозник в селе Шаваткала.
В 1931—1940 — председатель колхоза «Большевик» Шаватского района Хорезмской области.
В 1940—1946 — председатель Шаваткалинского сельского Совета.
В 1946—1950 — председатель колхоза «Большевик» Шаватского района Хорезмской области.
В 1950—1972 — председатель колхоза имени Кирова Шаватского района Хорезмской области
В 1972—1974 — заместитель председателя этого же колхоза.
Указом Президиума Верховного Совета СССР от 30 апреля 1966 года присвоено звание Героя Социалистического Труда с вручением ордена Ленина и золотой медали «Серп и Молот».
Умер после 1977 года в Шаваткале.

## Награды и звания
- Герой Социалистического Труда (30.04.1966)
- Орден Ленина (11.01.1957, 30.04.1966)
- Орден Трудового Красного Знамени (16.01.1950)